# Carl Johann Perl
Carl Johann Perl (* 14. September 1891 in Wien; † 30. Dezember 1979 ebenda) war katholischer Musikwissenschaftler und Augustinus-Übersetzer.
Er ist der Sohn des Schriftstellers Franz Perl. Perl war mit dem Theologen Johannes Pinsk befreundet.

## Werke und Schriften (Auswahl)
- Mit Johannes Pinsk: Das Hochamt – Sinn und Gestalt der hohen Messe, Salzburg/Leipzig 1938. Theologie und Glaube. Bd. 32. 1940. S. 53f.
- Aurelius Augustinus: Musik. (=  Werke in deutscher Sprache. Die frühen Werke des heiligen Augustinus. Übertragen von Carl Johann Perl). Schöning, Paderborn 1937 (2. Auflage 1940).
- Aurelius Augustinus: Die Ordnung. (=  Werke in deutscher Sprache. Die frühen Werke des heiligen Augustinus. Übertragen von Carl Johann Perl). Schöningh, Paderborn 1947.